# Václav Ševčík (grafik)
Václav Ševčík (27. března 1932 Prostějov – 4. října 2022 Praha) byl český propagační grafik a fotograf, známý zejména z oblasti knižní grafiky a politického plakátu.

## Životopis
Narodil se v rodině fotografů Václava (1900–1971) a Františky (1903–1987) Ševčíkových, kteří v Prostějově vybudovali a provozovali velký fotoateliér, dodnes fungující a nesoucí jejich jméno. Otec Václav byl uznávaným fotografem a v řadě přednášek seznamoval své kolegy se svými teoretickými poznatky i praktickými zkušenostmi při používání umělého osvětlení v portrétní fotografii. Ve svém ateliéru zavedl nový, moderní způsob osvětlení využívající kombinace pohyblivých závěsných lamp a pojízdného stropního systému světel. Podílel se také na vzniku prostějovského fotografického učiliště.
Václav Ševčík mladší se, stejně jako jeho sourozenci Vratislav (1925–2011) a Vanda (1926–2016), vyučil fotografem, již od mládí ale projevoval i výrazné výtvarné nadání. Po roce studia na Pedagogické fakultě v Olomouci (1952–1953) se dostal do Prahy na Vysokou školu uměleckoprůmyslovou, a to do Speciálního ateliéru užité grafiky, který vedl František Muzika. Po ukončení studií (1953–1958) zde ještě rok spolupracoval s profesorem Muzikou na jeho známé knize Krásné písmo, která jeho umělecké směřování silně ovlivnila. Písmo se stalo vedle fotografie dalším charakteristickým prvkem Ševčíkových grafických prací. Po studiích zakotvil natrvalo v Praze, ale nadále udržoval úzké kontakty s rodinou a rodným městem.
Kromě odborných podnětů a úkolů formovala Ševčíkův život silně též rodinná sokolská tradice (celá rodina byla aktivními sokoly) a aktivní zájem o společenské dění. Toto zaměření přivedlo Václava Ševčíka k tvorbě angažovaných plakátů a v 70. letech do kruhů českého politického disentu. I když Ševčík sám Chartu 77 nepodepsal, podílel se na vydávání a šíření samizdatů a ve svém domě na Hanspaulce pořádal bytové přednášky, výstavy a divadelní představení. K jejich aktivním účastníkům patřili např. Petr Pithart, Jiří Dienstbier, Vlasta Chramostová i Václav Havel. Intenzitu těchto setkání na čas omezil zásah Státní bezpečnosti 11. března 1985. Toho dne se u Ševčíků sešlo bezmála padesát osob, mezi jinými i mnoho známých disidentů, u příležitosti promítání dokumentárních filmů z roku 1968. Většina osob byla zadržena, někteří z účastníků byli následně propuštěni ze zaměstnání a sám Ševčík přišel na několik let o řadu pracovních příležitostí. Bytová setkání k různým politickým a kulturním tématům přesto pokračovala až do roku 2003; přednášel zde např. bohemista Alexandr Stich, literární vědec Jaroslav Med, filozof Ivan M. Havel, kunsthistorik Jiří Fajt a další.
Od roku 1965 žije Václav Ševčík se Zuzanou Novákovou (nyní Ševčíkovou, sňatek 1978), dcerou estetika Mirko Nováka a vnučkou Maxe Švabinského. Vychoval syna Martina Kunu (* 1954, archeolog).

### Zaměstnání
Takřka po celý život pracoval Václav Ševčík jako samostatný grafik živící se úpravou časopisů (v době normalizace např. Kovoexport, po roce 1989 např. Junák), úpravou knih a tvorbou plakátů. V letech 1993–1998 učil na Výtvarné škole Václava Hollara propagační grafiku. V roce 1994 začala jeho intenzivní spolupráce s Národní galerií v Praze, pro kterou během následujících patnácti let navrhl řadu plakátů k výstavám (např. Magister Theodoricus) a upravil četné katalogy a publikace. Pro výstavu Gotika v západních Čechách vytvořil v roce 1995 např. jeden z prvních velkoplošných kulturních plakátů v Česku.

## Dílo

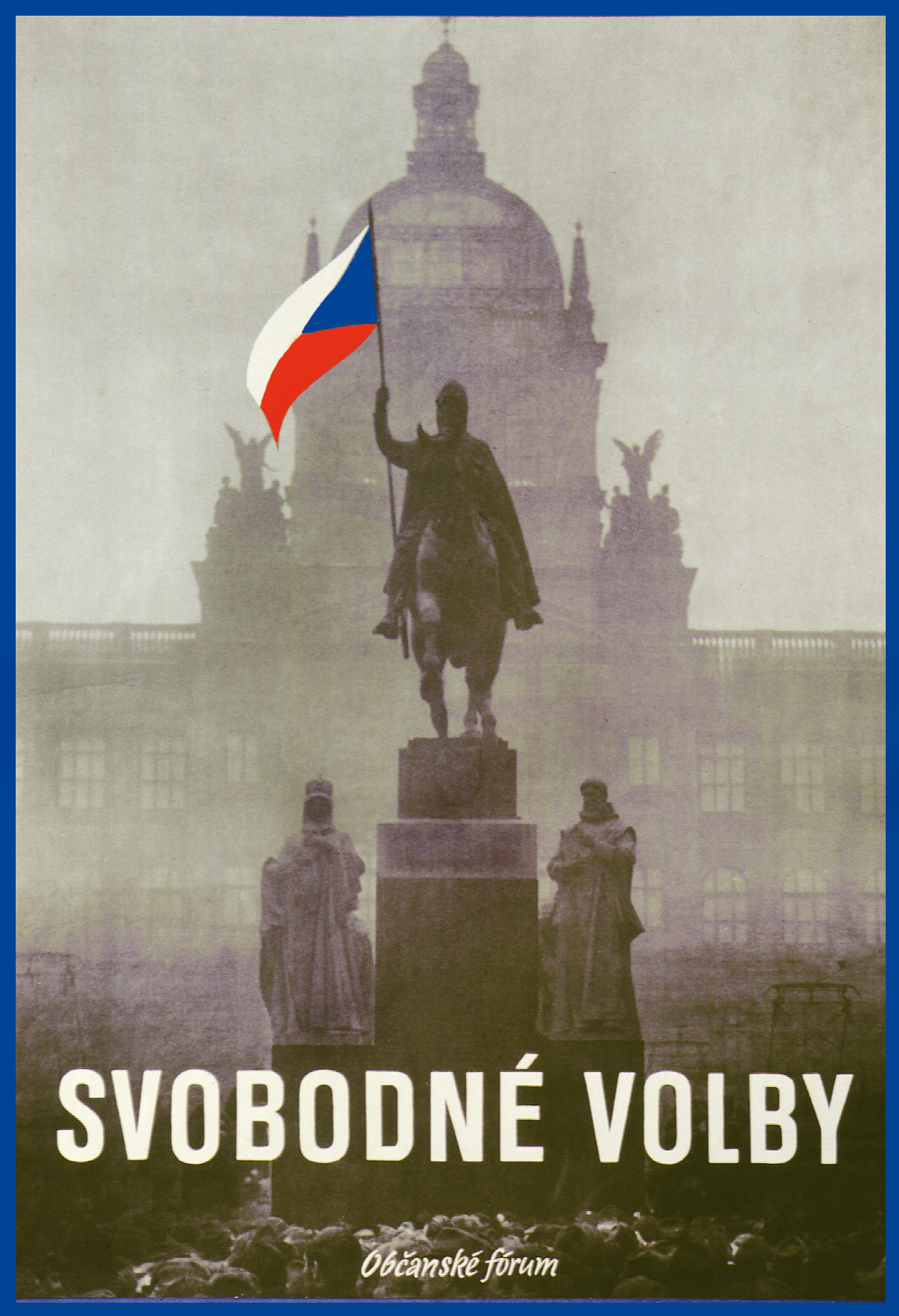
Ševčíkův plakát k volbám roku 1990

Z raného období Ševčíkova díla vyniká řada jeho studentských kreseb, zejména krajin z českého prostředí. Během studia zpracoval technikou dřevorytu ilustrace k Ezopovým Bajkám o lišce a v rámci diplomové práce graficky ztvárnil barokní latinskou báseň Bakchus v Čechách od P. D. Bartoloniho da Empoli z roku 1717. Na přelomu 50. a 60. let Václav Ševčík navázal užší spolupráci se svými spolužáky (Věra Faltová, Eva Průšková, Zdeněk Chotěnovský) v oblasti politického plakátu. Práce na dobově podmíněných tématech (zejména s protiválečnou tematikou) přivedla skupinu záhy ke společenské kritice a v roce 1962 k založení tvůrčí skupiny Plakát (nazývané někdy též Politický plakát; kromě zmíněných se jejím členem stal ještě Eduard Hájek).[i] V námětech plakátů této skupiny se začalo poukazovat na různé nešvary, fráze, pokrytectví a vypočítavost objevující se v administrativně a politicky řízené společnosti (např. Ševčíkovy plakáty Fráze!, Za kolik?, Melephon aj.). V roce 1964 měla skupina svou první výstavu v Československu a po ní následovalo několik výstav v zahraničí, kde tvorba skupiny zaznamenala značný ohlas.
Společenská angažovanost vedla Václava Ševčíka v srpnu 1968 k tvorbě protiokupačních plakátů, z nichž ale většina nebyla vytištěna. Výjimku činily čtyři plakáty, které v nočních směnách tajně vytiskly zaměstnanci Polygrafie a Obchodní tiskárny Kolín ve svých dvou pražských budovách, v té době již obsazených sovětskými vojáky (plakáty Krvavá slza I-II, Za svobodu! a 50 let Československa). Zásahem vedení tiskáren byla tato spolupráce brzy ukončena, ale některé další návrhy odeslal Ševčík do zahraničí, kde se objevily např. v knize německého historika Otfrida Pustejovského. Druhá domácí výstava (Angažovaný plakát), jejíž vernisáž se uskutečnila 19. dubna 1969, měla velkou návštěvnost a značný ohlas doma i v zahraničí; po zásahu politických orgánů však musela být předčasně uzavřena a členové skupiny se ocitli na černé listině. Během normalizace vytvářel Václav Ševčík další politické plakáty, které ovšem už neměly naději na zveřejnění. Známým se stal – po dlouhé době teprve tiskem vydaný – plakát Svobodné volby v roce 1990.
Kromě politických plakátů vytvořil Václav Ševčík i desítky dalších kulturních a divadelních plakátů a programů, obálek knih a jejich grafických úprav (např. Van Eyck od Jarmily Vackové).[iii] Po celý život se příležitostně věnoval i drobné knižní a příležitostné grafice. Vytvořil loga některým institucím (NFA = Národní filmový archiv) či událostem (Všesokolskému sletu 1994), některé propagační materiály pro senátorskou kampaň Petra Pitharta, exlibris mnoha členů rodiny a přátel a mnoho každoročně rozesílaných novoročenek zaměřených vždy k aktuálním tématům.
Na památku nakladatele Václava Poláčka, jehož dům v ulici Na Babě odkoupil, převzal Ševčík značku Oficina Babensis a během několika desetiletí pod ní vlastním nákladem vydal řadu brožur i menších knih, převážně vzpomínek členů širší rodiny i vlastních, jakož i několik obsáhlejších svazků pramenů (např. popisný katalog díla Rudolfa Vejrycha, korespondenci Karla Vejrycha apod.). Za publikaci svých fotografií Konec války v Prostějově 1945 získal v roce 2005 Cenu města Prostějova.

## Výstavy

### Skupina Plakát
- 1964: Praha (výstavní síň Československého spisovatele)
- 1965: Západní Berlín (Haus am Lützowplatz)
- 1965: Stuttgart (Landesgewerbeamt)
- 1965: Amsterdam (Stedelijk Museum)
- 1965: Heidelberg (Heidelberger Gutenberg Druckerei)
- 1966: New York (Grey Advertising)
- 1969: Praha (Angažovaný plakát, výstavní síň Československého spisovatele)
- 2009: Brno (Moravská galerie v Brně, ambit Místodržitelského paláce, 5. 3. – 7. 6. 2009)

### Samostatné výstavy a účasti na výstavách 1962–2009
- 1962–2009: Viz Seznam výstav V. Ševčíka[10]
- 2012: Václav Ševčík. Plakáty, knižní grafika, ilustrace, kresby, akvarely, exlibris a novoročenky. Regionální muzeum a galerie Jičín. Zámek, 25. 2. – 8. 4. 2012.

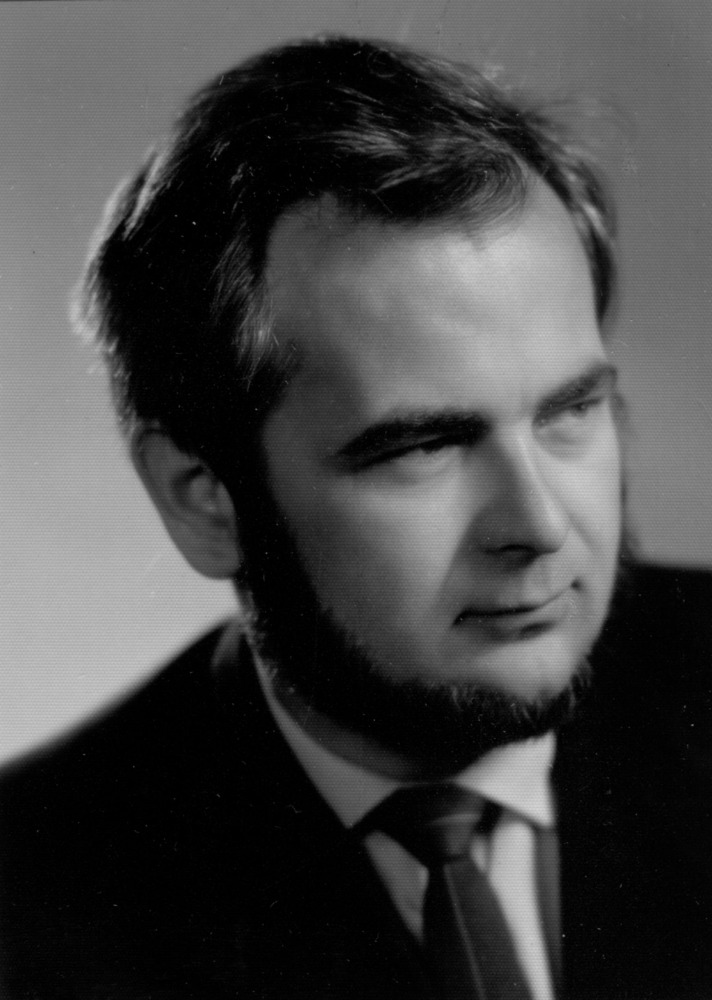
Grafik Václav Ševčík, ateliérový portrét. 70. léta.
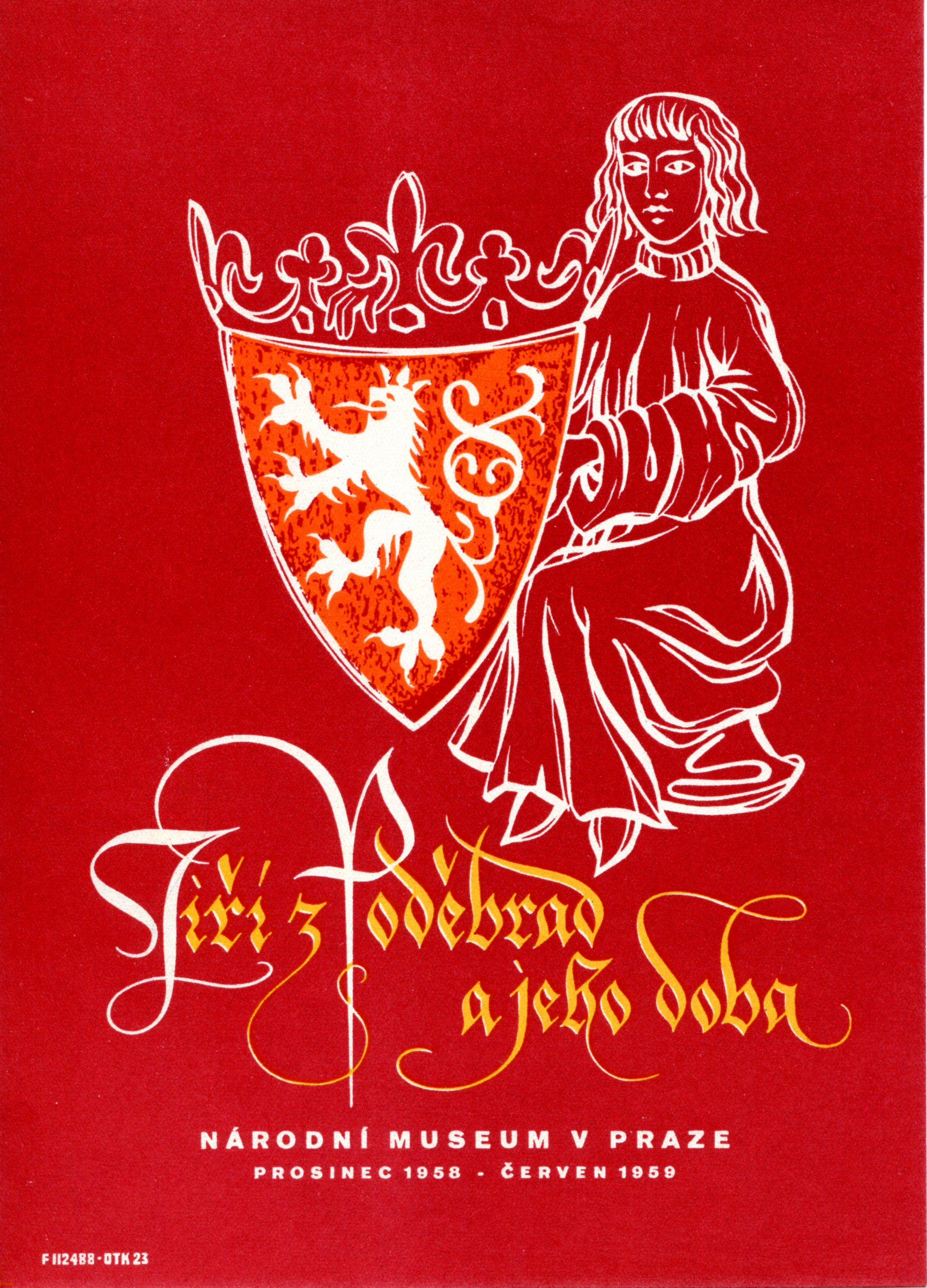
V. Ševčík, Jiří z Poděbrad a jeho doba (plakát k výstavě v Národním muzeu, 1959)
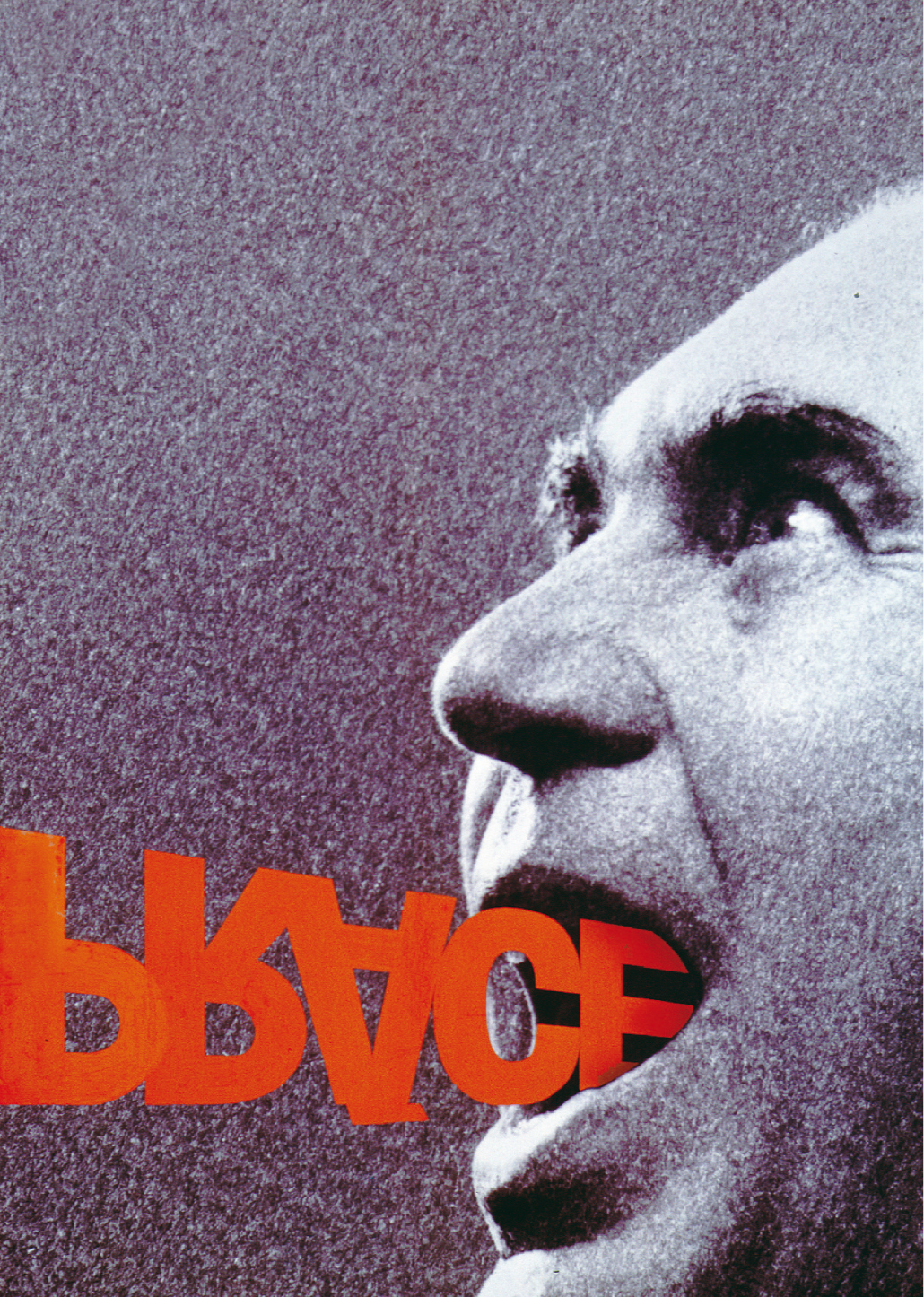
V. Ševčík, Práce (plakát, 60. léta)
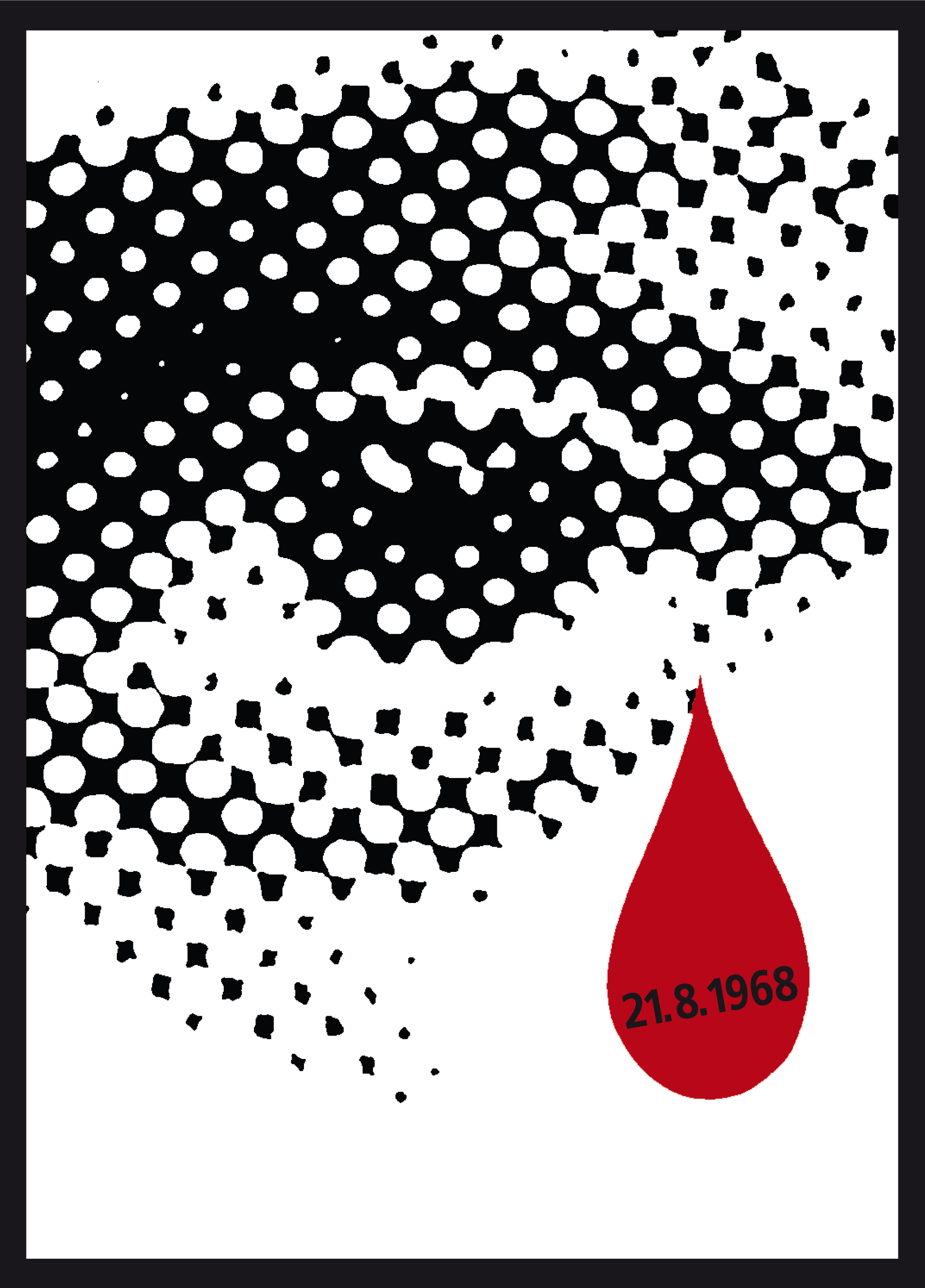
V. Ševčík, Slza (Krvavá slza) II (plakát, 1968)
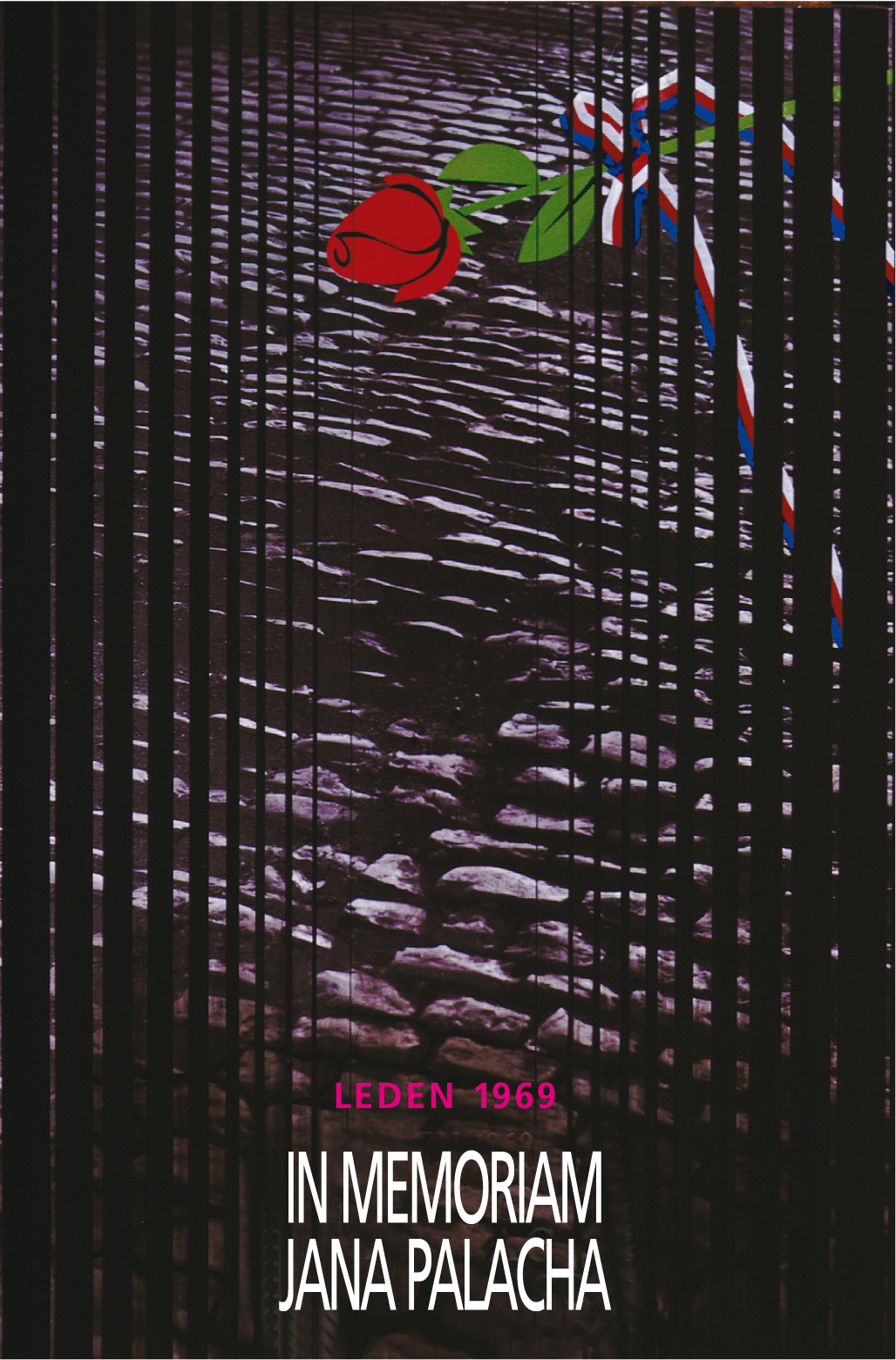
V. Ševčík, In Memoriam Jana Palacha (plakát, 1969)
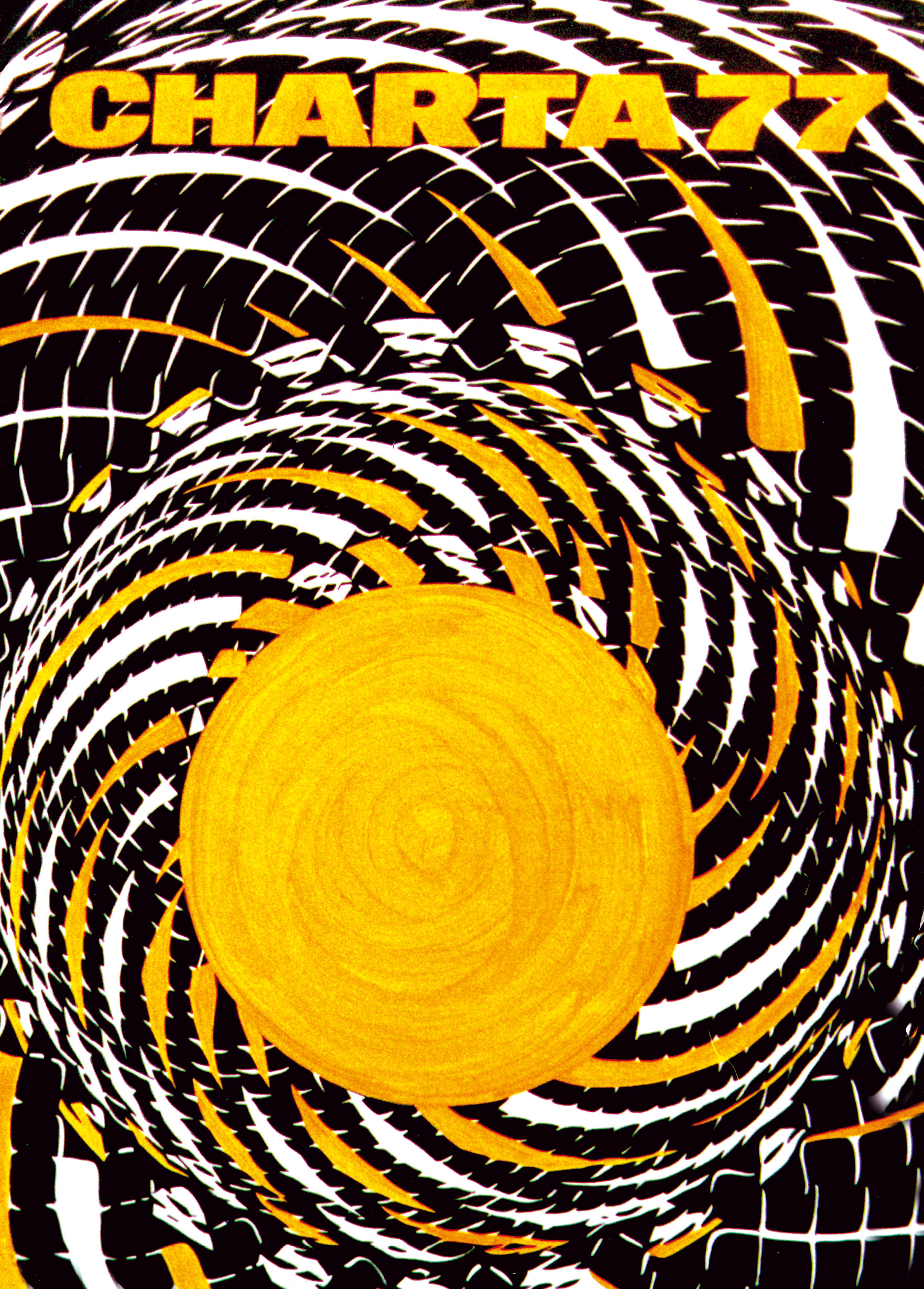
V. Ševčík, Charta 77 (plakát, 80. léta)
V. Ševčík, divadelní program (B. Brecht, 70. léta)
V. Ševčík, divadelní program (A. Arbuzov, 70. léta)
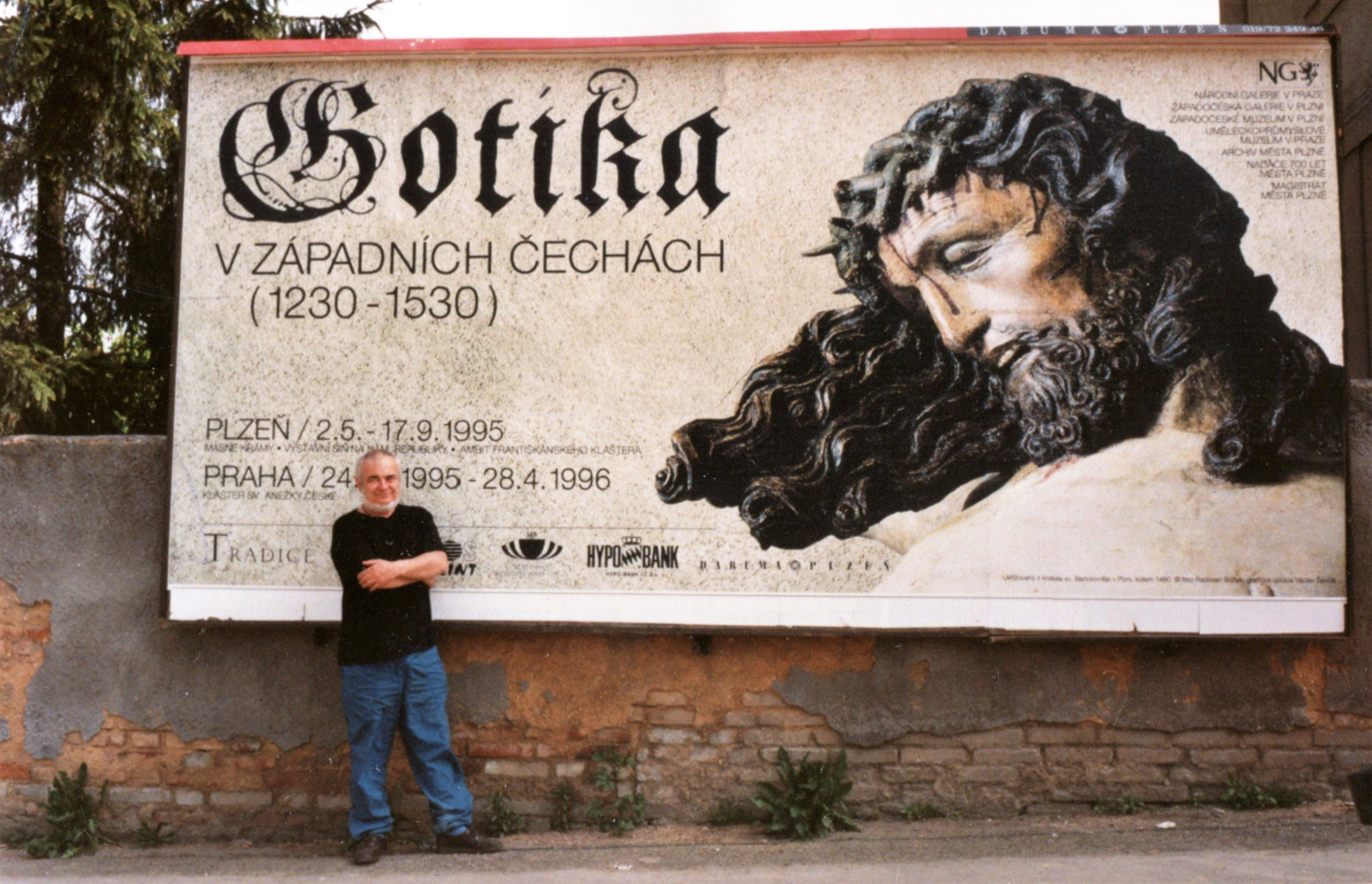
Václav Ševčík před svým plakátem Gotika v západních Čechách, 1995